# Wild Hearts
Wild Hearts — ролевая компьютерная игра, разработанная японской студией Omega Force и изданная Electronic Arts. Игровой процесс посвящён охоте на огромных монстров в Азуме, фантастическом мире, вдохновленном феодальной Японией. Выход игры состоялся 17 февраля 2023 года на консолях PlayStation 5, Xbox Series X/S и Windows.

## Геймплей
Игрок берет на себя роль безымянного героя, которому предстоит охотиться на огромных монстров, известных как Кемоно, в мире Адзума. Вместо открытого мира в игре представлены несколько больших областей для исследования. Wild Hearts включает восемь различных типов оружия, такие, как вагаса и катана. Также игрок может создавать предметы для помощи в бою за счёт механики Каракури. Например ящики, с которых будет удобно атаковать больших врагов, или факел, который можно использовать для поджигания монстров. Строительные блоки можно комбинировать, чтобы создавать более крупные механизмы, такие как бастион, преграждающий путь врагу. Созданные предметы исчезают только после уничтожения их монстрами. Игрок также может усовершенствовать Каракури, для этого нужно собирать специальный лут, которые выпадают с поверженных врагов. По мере продвижения по игре главный герой также будет открывать новое виды оружия и доспехов, что позволит охотиться на более сложных монстров. По оценкам команды разработчиков, на прохождение сюжетной кампании потребуется около 30 часов. Игроки могут объединяться в команды до трёх человек.

## Разработка
Wild Hearts разрабатывалась японской студией Omega Force с 2018 года. По словам руководителя проекта Котаро Хираты, команда опиралась на опыт полученный во время работы над серией Toukiden и намеревалась создать современную японскую игру об охоте на монстров. Чтобы выделиться среди других игр подобной тематики (таких как Monster Hunter), были придуман особый вид врагов, Кемоно, монстров, представляющий собой «симбиоз природы и животных», а также строительная механика Каракури, дополняющая рукопашный бой. Внешний вид врагов стремились сделать угрожающим и вызывающим, чтобы игроки не чувствовали «вину» за их убийство. Разработчики не стали делать Wild Hearts частью серии Toukiden, так как считала, что у игры есть собственной лицо в виде уникальных механик. Игровой мир был вдохновлен феодальной Японией и состоит из четырёх разных биомов, каждый из которых основан на одном из четырёх времён года. Изначально игра поддерживала многопользовательский режим до четырёх игроков, позднее их число было сокращено до трёх — чтобы сделать игровой процесс более сбалансированным.
Издательство Electronic Arts объявило о своем партнёрстве с Omega Force и её материнской компанией Koei Tecmo 14 сентября 2022 года. Игра будет выпущена под брендом EA Originals, в рамках которого ране выходили небольшие независимые видеоигры, такие как It Takes Two и Unravel. Wild Hearts была анонсирована 23 сентября 2022 года. Проект будет выпущен на консолях PlayStation 5, Xbox Series X/S, а также Windows с возможностью кроссплатформенной игры. Релиз состоялся 17 февраля 2023 года.

## Отзывы критиков
| Сводный рейтинг       | Сводный рейтинг                        |
| Агрегатор             | Оценка                                 |
| --------------------- | -------------------------------------- |
| Metacritic            | (PC) 78/100 (PS5) 79/100 (XSXS) 76/100 |
| Иноязычные издания    |                                        |
| Издание               | Оценка                                 |
| Destructoid           | 8/10                                   |
| Edge                  | 6/10                                   |
| Eurogamer             | Рекомендовано                          |
| Game Informer         | 8/10                                   |
| GameSpot              | 8/10                                   |
| GamesRadar+           | [ 18 ]                                 |
| IGN                   | 8/10                                   |
| PC Gamer (US)         | 63/100                                 |
| Push Square           | [ 21 ]                                 |
| Shacknews             | 8/10                                   |
| The Guardian          | [ 23 ]                                 |
| VG247                 | [ 24 ]                                 |
| Русскоязычные издания |                                        |
| Издание               | Оценка                                 |
| StopGame.ru           | «Похвально»                            |

Wild Hearts получила преимущественно положительные отзывы, согласно агрегатору рецензий Metacritic.